# Josef Brandmayr
Josef Brandmayr (* 27. Dezember 1950) ist ein oberösterreichischer Politiker, ehemaliger Bürgermeister der Gemeinde Manning und war zwischen 1991 und 2009 Landtagsabgeordneter der ÖVP. 

## Leben
Nach der Pflichtschule machte Brandmayr einen landwirtschaftlichen Fortbildungskurs sowie einen Forstkurs in der Forstschule Gmunden und einen Bildungskurs in der Bauernakademie Wels.
Brandmayr war seit dem Jahr 1973 Gemeinderat in Manning. Von 1979 bis 2015 war er Bürgermeister der Gemeinde Manning und wurde 1989 zusätzlich Mitglied des Bezirksbauernkammerausschusses und Bauernbund-Gerichtsbezirksobmann von Schwanenstadt. Im Jahr 1991 wurde er als Abgeordneter zum Oberösterreichischen Landtages angelobt und übte diese Funktion bis zum 22. Oktober 2009 aus.
Der seit 40 Jahren aktive Jäger wurde 2007 zum Landesjägermeister gewählt und vertrat bis 2019 die Interessen von über 17.000 oberösterreichischen Jägern. 

### Privates
Brandmayr ist verheiratet und Vater von fünf Kindern. 